# 11-es villamos (Bécs)
A bécsi 11-es jelzésű villamos az Otto-Probst-Platz és Kaiserebersdorf, Zinnergasse között közlekedik. Útvonala Enkplatz metróállomástól Kaiserebersdorfig azonos a 71-es villamoséval. A viszonylatot a Wiener Linien üzemelteti.

## Története
2019. szeptember 2-án Favoriten és Simmering kerületek villamosjáratainak átszervezésével a korábbi 67-es viszonylat, valamint a 6-os Reumannplatz–Kaiserebersdorf szakaszának összekötésével új vonal jött létre 11-es jelzéssel.

## Megállóhelyei
| 11 (Otto-Probst-Platz ◄► Kaiserebersdorf, Zinnergasse) | 11 (Otto-Probst-Platz ◄► Kaiserebersdorf, Zinnergasse) | 11 (Otto-Probst-Platz ◄► Kaiserebersdorf, Zinnergasse) | 11 (Otto-Probst-Platz ◄► Kaiserebersdorf, Zinnergasse) | 11 (Otto-Probst-Platz ◄► Kaiserebersdorf, Zinnergasse) |
| Perc (↓)                                               | Megállóhely                                            | Perc (↑)                                               | Átszállási kapcsolatok                                 |                                                        |
| ------------------------------------------------------ | ------------------------------------------------------ | ------------------------------------------------------ | ------------------------------------------------------ | ------------------------------------------------------ |
| 0                                                      | Otto-Probst-Platz végállomás                           | 46                                                     | 16A                                                    |                                                        |
| 1                                                      | Tesarekplatz                                           | 45                                                     |                                                        |                                                        |
| 2                                                      | Otto-Probst-Straße                                     | 44                                                     |                                                        |                                                        |
| 3                                                      | Frödenplatz                                            | 43                                                     |                                                        |                                                        |
| 5                                                      | Wienerfeldgasse                                        | 42                                                     |                                                        |                                                        |
| 6                                                      | Sahulkastraße                                          | 40                                                     |                                                        |                                                        |
| 8                                                      | Raxstraße, Rudolfshügelgasse                           | 39                                                     | O 15A                                                  |                                                        |
| 10                                                     | Neilreichgasse, Troststraße                            | 37                                                     | O 65A                                                  |                                                        |
| 12                                                     | Laxenburger Straße, Troststraße                        | 36                                                     | O 65A, 66A                                             |                                                        |
| 13                                                     | Arthaberplatz                                          | 33                                                     | O 7A                                                   |                                                        |
| 15                                                     | Quellenplatz                                           | 32                                                     | 6, O                                                   |                                                        |
| 16                                                     | Reumannplatz                                           | 30                                                     | U1 6 7A, 14A, 65A, 66A, 68A, 68B                       |                                                        |
| 18                                                     | Gellertplatz                                           | 29                                                     | 6                                                      |                                                        |
| 20                                                     | Schrankenberggasse                                     | 27                                                     | 6                                                      |                                                        |
| 21                                                     | Absberggasse                                           | 26                                                     | 6, D                                                   |                                                        |
| 23                                                     | Geiereckstraße                                         | 23                                                     | 6 69A                                                  |                                                        |
| 25                                                     | Geiselbergstraße                                       | 22                                                     | S7 69A                                                 |                                                        |
| 27                                                     | Polkorabplatz                                          | 20                                                     |                                                        |                                                        |
| ∫                                                      | Enkplatz, Gottschalkgasse                              | 19                                                     | U3                                                     |                                                        |
| 29                                                     | Enkplatz, Grillgasse                                   | 18                                                     | U3 71 15A, 76A, 76B                                    |                                                        |
| 30                                                     | Braunhubergasse                                        | 16                                                     | 71                                                     |                                                        |
| 31                                                     | Simmering                                              | 15                                                     | U3 S80 71 69A, 72A, 73A                                |                                                        |
| 33                                                     | Fickeysstraße                                          | 14                                                     | 71                                                     |                                                        |
| 35                                                     | Weißenböckstraße                                       | 12                                                     | 71 69A                                                 |                                                        |
| 36                                                     | Zentralfriedhof 1. Tor                                 | 10                                                     | 71                                                     |                                                        |
| 38                                                     | Zentralfriedhof 2. Tor                                 | 9                                                      | 71                                                     |                                                        |
| 39                                                     | Zentralfriedhof 3. Tor                                 | 8                                                      | 71 71A, 71B                                            |                                                        |
| 41                                                     | Zentralfriedhof 4. Tor                                 | 6                                                      | 71 71A                                                 |                                                        |
| 42                                                     | Pantucekgasse, Widholzgasse                            | 5                                                      | 71                                                     |                                                        |
| 43                                                     | Leberberg                                              | 3                                                      | 71                                                     |                                                        |
| 44                                                     | Svetelskystraße                                        | 2                                                      | 71 71B                                                 |                                                        |
| 45                                                     | Valiergasse                                            | 1                                                      | 71 71B, 79A, 79B                                       |                                                        |
| 46                                                     | Kaiserebersdorf, Zinnergasse végállomás                | 0                                                      | 71 71B, 73A, 76B, 79A, 79B                             |                                                        |